# Mericisca
Mericisca is een geslacht van vlinders van de familie spanners (Geometridae), uit de onderfamilie Ennominae.

## Soorten
- M. gracea Hulst, 1896
- M. macguffini Rindge, 1972
- M. munda Rindge, 1972
- M. perpictaria Barnes & McDunnough, 1916
- M. rufa Rindge, 1972
- M. scobina Rindge, 1958
- M. uniformis Rindge, 1972